# SN 2007ty
SN 2007ty – supernowa typu Ia odkryta 5 listopada 2007 roku w galaktyce A022834-0823. Jej jasność pozostaje nieznana.